# Vũng Tàu

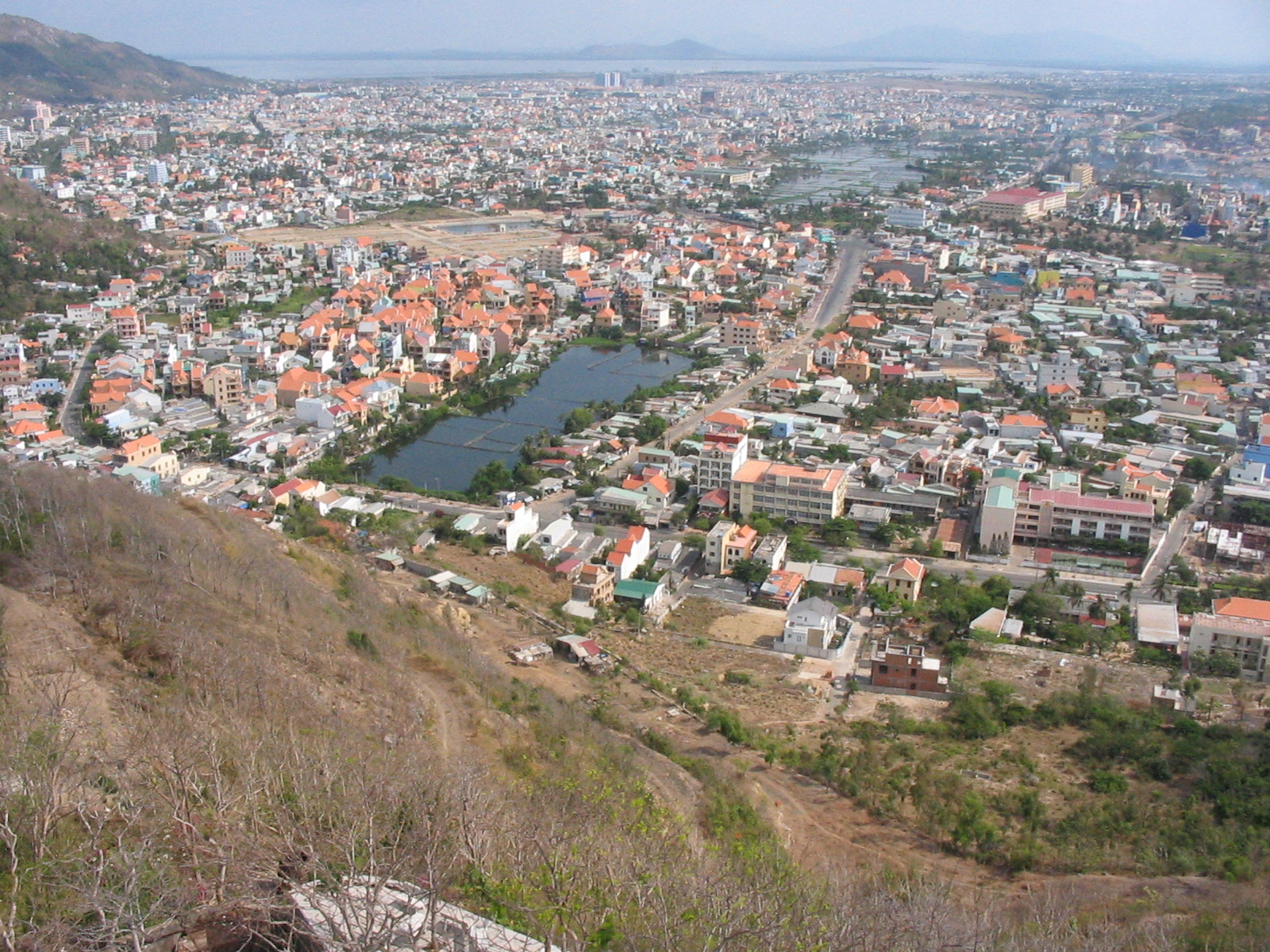
Vũng Tàu.

Vũng Tàu és una ciutat del sud del Vietnam, capital de la província de Ba Ria-Vung Tau. Té una àrea de 750 quilòmetres quadrats i una població el 2005 de 240.000.
La ciutat es troba a 120 quilòmetres al nord-est de la ciutat de Ho Chi Minh. Aquesta ciutat és el centre del petroli del Vietnam. Aquesta ciutat és un dels centres turístics més grans del Vietnam.